# Équipe de Belgique de football en 2009
Maillots
Chronologie
Saison précédente Saison suivante
L'équipe de Belgique de football dispute en 2009 la deuxième partie des éliminatoires de la Coupe du monde.

## Objectifs
Le seul objectif pour la Belgique en cette année 2009 est de tenter de se qualifier pour la Coupe du monde en Afrique du Sud, après avoir manqué l'édition allemande. Classés 3e du groupe 5 au 15 octobre 2008, les Belges sont en concurrence serrée avec la Turquie et la Bosnie pour une place de barragistes alors que l'Espagne semble intouchable et assurée de se placer directement pour le tournoi final en tant que vainqueur de poule.

## Résumé de la saison
Malgré la campagne catastrophique de l’équipe A pour les qualifications de l’Euro 2008, le contrat de Vandereycken est prolongé pour deux ans par la fédération nationale. Il change néanmoins d'adjoint, Franky Vercauteren remplaçant Stéphane Demol. Les matchs amicaux du premier semestre 2008 ne sont guère encourageants mais l'équipe parvient tout de même à redresser la barre à l'entame des qualifications pour la Coupe du monde 2010, signant deux victoires (3-2 et 2-0) contre les modestes équipes d'Estonie et d'Arménie, un bon match nul (1-1) en Turquie et ne s'inclinant que dans les dernières minutes (1-2) face à l'Espagne, championne d'Europe en titre. Malheureusement, les espoirs de qualification pour le mondial sud-africain sont réduits à néant après deux défaites (2-4 et 2-1) en une semaine contre la Bosnie-Herzégovine. Ces contre-performances poussent l'URBSFA à licencier le sélectionneur le 7 avril 2009. Son adjoint, Franky Vercauteren, est chargé de l’intérim en attendant l'arrivée de son successeur désigné, le Néerlandais Dick Advocaat, en contrat avec le Zénith Saint-Pétersbourg jusqu'en décembre. Les résultats ne s'améliorent pas et après une défaite humiliante (2-1) en Arménie, Vercauteren remet sa démission. Dans le même temps, Advocaat est libéré par son club et peut entrer immédiatement en fonction à la tête des Diables Rouges. Une première polémique survient quand, en décembre, le sélectionneur s'engage également avec le club néerlandais d'AZ Alkmaar, une double-casquette finalement acceptée par l'Union belge, l'équipe nationale ne devant disputer que deux rencontres amicales d'ici le début des qualifications pour l'Euro 2012. Malgré cette largesse, le 15 avril 2010, il annonce au président de la fédération belge son intention de quitter son poste pour prendre en main la sélection de Russie.

## Bilan de l'année
L'objectif est manqué, la Belgique ne participera pas à la phase finale de la Coupe du monde pour la deuxième fois de rang. Les espoirs de qualification pour le mondial sud-africain ont été réduits à néant après deux défaites (2-4 et 2-1) en une semaine contre la Bosnie-Herzégovine et les Diables Rouges finissent à une décevante 4e place dans leur groupe.
En outre, les Belges chutent à la 66e place du classement mondial de la FIFA, leur plus mauvaise performance depuis la 71e place de juin 2007, soit leur plus mauvais classement jamais atteint.

### Coupe du monde 2010

#### Éliminatoires (zone Europe, Groupe 5)
| Rang | Équipe             | Pts | J  | G  | N | P | Bp | Bc | Diff |  | Résultats (▼ dom., ► ext.) |     |     |     |     |     |     |
| ---- | ------------------ | --- | -- | -- | - | - | -- | -- | ---- |  | -------------------------- | --- | --- | --- | --- | --- | --- |
| 1    | Espagne            | 30  | 10 | 10 | 0 | 0 | 28 | 5  | +23  |  | Espagne                    |     | 1-0 | 1-0 | 5-0 | 3-0 | 4-0 |
| 2    | Bosnie-Herzégovine | 19  | 10 | 6  | 1 | 3 | 25 | 13 | +12  |  | Bosnie-Herzégovine         | 2-5 |     | 1-1 | 2-1 | 7-0 | 4-1 |
| 3    | Turquie            | 15  | 10 | 4  | 3 | 3 | 13 | 10 | +3   |  | Turquie                    | 1-2 | 2-1 |     | 1-1 | 4-2 | 2-0 |
| 4    | Belgique           | 10  | 10 | 3  | 1 | 6 | 13 | 20 | -7   |  | Belgique                   | 1-2 | 2-4 | 2-0 |     | 3-2 | 2-0 |
| 5    | Estonie            | 8   | 10 | 2  | 2 | 6 | 9  | 24 | -15  |  | Estonie                    | 0-3 | 0-2 | 0-0 | 2-0 |     | 1-0 |
| 6    | Arménie            | 4   | 10 | 1  | 1 | 8 | 6  | 22 | -16  |  | Arménie                    | 1-2 | 0-2 | 0-2 | 2-1 | 2-2 |     |

- Sélection directement qualifiée pour la Coupe du monde 2010
- Sélection barragiste

### Classement mondial FIFA
| Classement | Équipe        | Score total (déc. 2009) | Points précédents (déc. 2008) | Évolution | Position        |
| ---------- | ------------- | ----------------------- | ----------------------------- | --------- | --------------- |
| 64         | Iran          | 508                     | 626                           | -118      | en diminution   |
| 65         | ARY Macédoine | 495                     | 533                           | -38       | en diminution   |
| 66         | Belgique      | 491                     | 548                           | -57       | en diminution   |
| 67         | Maroc         | 477                     | 649                           | -172      | en diminution   |
| 68         | Chypre        | 471                     | 376                           | +95       | en augmentation |

Source : FIFA.

## Les matchs
| Match amical                                                     | Belgique           | 2 - 0   | Slovénie | Cristal Arena Genk, Belgique                       |                                                    |
| 11 février 2009 · 20:45 heure locale · Historique des rencontres | Van Buyten 20e 85e | (1 – 0) |          | Spectateurs : 13 135 Arbitrage : Sascha Kever (nl) | Spectateurs : 13 135 Arbitrage : Sascha Kever (nl) |
| 11 février 2009 · 20:45 heure locale · Historique des rencontres | Rapport            |         |          | Spectateurs : 13 135 Arbitrage : Sascha Kever (nl) | Spectateurs : 13 135 Arbitrage : Sascha Kever (nl) |

Note : Première rencontre officielle entre les deux nations. L'hymne national de la Slovénie a retenti à l'entame de la seconde période car c'est celui de la Slovaquie qui fut joué par inadvertance avant la rencontre.
| Coupe du monde 2010 Éliminatoires - Groupe 5                  | Belgique                       | 2 - 4   | Bosnie-Herzégovine                                    | Cristal Arena Genk, Belgique                         |                                                      |
| 28 mars 2009 · 20:45 heure locale · Historique des rencontres | Dembélé 66e · Sonck 85e (pen.) | (0 – 1) | Džeko 7e · Jahić 75e · Bajramović 77e · Misimović 81e | Spectateurs : 20 041 Arbitrage : Nikolaï Ivanov (en) | Spectateurs : 20 041 Arbitrage : Nikolaï Ivanov (en) |
| 28 mars 2009 · 20:45 heure locale · Historique des rencontres | Rapport                        |         |                                                       | Spectateurs : 20 041 Arbitrage : Nikolaï Ivanov (en) | Spectateurs : 20 041 Arbitrage : Nikolaï Ivanov (en) |

Note : La rencontre fut interrompue pendant près de dix minutes à cause de la présence de feux de Bengale lancés par les supporters bosniens qui ont complètement enfumé le terrain.
| Coupe du monde 2010 Éliminatoires - Groupe 5                    | Bosnie-Herzégovine | 2 - 1   | Belgique   | Stade Bilino-Polje Zenica, Bosnie-Herzégovine    |                                                  |
| 1er avril 2009 · 20:45 heure locale · Historique des rencontres | Džeko 12e 15e      | (2 – 0) | Swerts 89e | Spectateurs : 13 800 Arbitrage : Vladimír Hriňák | Spectateurs : 13 800 Arbitrage : Vladimír Hriňák |
| 1er avril 2009 · 20:45 heure locale · Historique des rencontres |                    | Rapport | Witsel 61e | Spectateurs : 13 800 Arbitrage : Vladimír Hriňák | Spectateurs : 13 800 Arbitrage : Vladimír Hriňák |

| Match amical Coupe Kirin 2009                                | Chili     | 1 - 1   | Belgique      | Fukuda Denshi Arena Chiba, Japon                 |                                                  |
| 29 mai 2009 · 19:00 heure locale · Historique des rencontres | Medel 23e | (1 – 1) | Roelandts 16e | Spectateurs : 6 050 Arbitrage : Minoru Tōjō (en) | Spectateurs : 6 050 Arbitrage : Minoru Tōjō (en) |
| 29 mai 2009 · 19:00 heure locale · Historique des rencontres | Rapport   |         |               | Spectateurs : 6 050 Arbitrage : Minoru Tōjō (en) | Spectateurs : 6 050 Arbitrage : Minoru Tōjō (en) |

| Match amical Coupe Kirin 2009                                | Japon                                                | 4 - 0   | Belgique | Stade olympique national Tokyo, Japon            |                                                  |
| 31 mai 2009 · 19:20 heure locale · Historique des rencontres | Nagatomo 21e · Nakamura 23e · Okazaki 60e · Yano 77e | (2 – 0) |          | Spectateurs : 42 520 Arbitrage : Rob Styles (en) | Spectateurs : 42 520 Arbitrage : Rob Styles (en) |
| 31 mai 2009 · 19:20 heure locale · Historique des rencontres | Rapport                                              |         |          | Spectateurs : 42 520 Arbitrage : Rob Styles (en) | Spectateurs : 42 520 Arbitrage : Rob Styles (en) |

| Match amical                                                  | Tchéquie                                     | 3 - 1   | Belgique       | Na Stínadlech Teplice, Tchéquie                    |                                                    |
| 12 août 2009 · 17:20 heure locale · Historique des rencontres | Hubník 27e · Baroš 42e (pen.) · Rozehnal 78e | (2 – 1) | Vertonghen 11e | Spectateurs : 13 890 Arbitrage : Peter Sippel (en) | Spectateurs : 13 890 Arbitrage : Peter Sippel (en) |
| 12 août 2009 · 17:20 heure locale · Historique des rencontres | Rapport                                      |         |                | Spectateurs : 13 890 Arbitrage : Peter Sippel (en) | Spectateurs : 13 890 Arbitrage : Peter Sippel (en) |

| Coupe du monde 2010 Éliminatoires - Groupe 5                      | Espagne                                   | 5 - 0   | Belgique | Stade de Riazor La Corogne, Espagne             |                                                 |
| 5 septembre 2009 · 22:00 heure locale · Historique des rencontres | Silva 40e 67e · Villa 49e 84e · Piqué 50e | (1 – 0) |          | Spectateurs : 30 441 Arbitrage : Bertrand Layec | Spectateurs : 30 441 Arbitrage : Bertrand Layec |
| 5 septembre 2009 · 22:00 heure locale · Historique des rencontres | Rapport                                   |         |          | Spectateurs : 30 441 Arbitrage : Bertrand Layec | Spectateurs : 30 441 Arbitrage : Bertrand Layec |

| Coupe du monde 2010 Éliminatoires - Groupe 5                      | Arménie                           | 2 - 1   | Belgique         | Stade Républicain Vazgen-Sargsian Erevan, Arménie  |                                                    |
| 9 septembre 2009 · 21:00 heure locale · Historique des rencontres | Goharyan (en) 23e · Hovsepian 52e | (1 – 0) | Van Buyten 90+2e | Spectateurs : 2 300 Arbitrage : Aleksandar Stavrev | Spectateurs : 2 300 Arbitrage : Aleksandar Stavrev |
| 9 septembre 2009 · 21:00 heure locale · Historique des rencontres | Rapport                           |         |                  | Spectateurs : 2 300 Arbitrage : Aleksandar Stavrev | Spectateurs : 2 300 Arbitrage : Aleksandar Stavrev |

| Coupe du monde 2010 Éliminatoires - Groupe 5                     | Belgique      | 2 - 0   | Turquie | Stade Roi Baudouin Laeken, Belgique                    |                                                        |
| 10 octobre 2009 · 20:45 heure locale · Historique des rencontres | Mpenza 7e 84e | (1 – 0) |         | Spectateurs : 30 131 Arbitrage : Matteo Trefoloni (en) | Spectateurs : 30 131 Arbitrage : Matteo Trefoloni (en) |
| 10 octobre 2009 · 20:45 heure locale · Historique des rencontres | Rapport       |         |         | Spectateurs : 30 131 Arbitrage : Matteo Trefoloni (en) | Spectateurs : 30 131 Arbitrage : Matteo Trefoloni (en) |

| Coupe du monde 2010 Éliminatoires - Groupe 5                     | Estonie                     | 2 - 0   | Belgique | A. Le Coq Arena Tallinn, Estonie                        |                                                         |
| 14 octobre 2009 · 21:30 heure locale · Historique des rencontres | Piiroja 30e · Vassiljev 67e | (1 – 0) |          | Spectateurs : 4 680 Arbitrage : Nicolai Vollquartz (en) | Spectateurs : 4 680 Arbitrage : Nicolai Vollquartz (en) |
| 14 octobre 2009 · 21:30 heure locale · Historique des rencontres | Rapport                     |         |          | Spectateurs : 4 680 Arbitrage : Nicolai Vollquartz (en) | Spectateurs : 4 680 Arbitrage : Nicolai Vollquartz (en) |

| Match amical                                                      | Belgique                                           | 3 - 0   | Hongrie | Stade Jules-Otten Gand, Belgique                 |                                                  |
| 14 novembre 2009 · 20:45 heure locale · Historique des rencontres | Fellaini 38e · Vermaelen 56e · Mirallas 61e (pen.) | (1 – 0) |         | Spectateurs : 8 000 Arbitrage : Hervé Piccirillo | Spectateurs : 8 000 Arbitrage : Hervé Piccirillo |
| 14 novembre 2009 · 20:45 heure locale · Historique des rencontres | Rapport                                            |         |         | Spectateurs : 8 000 Arbitrage : Hervé Piccirillo | Spectateurs : 8 000 Arbitrage : Hervé Piccirillo |

| Match amical                                                      | Qatar   | 0 - 2   | Belgique               | Stade Louis-Dugauguez Sedan, France          |                                              |
| 17 novembre 2009 · 20:00 heure locale · Historique des rencontres |         | (0 – 1) | Witsel 20e · Sonck 54e | Spectateurs : 1 398 Arbitrage : Ruddy Buquet | Spectateurs : 1 398 Arbitrage : Ruddy Buquet |
| 17 novembre 2009 · 20:00 heure locale · Historique des rencontres | Rapport |         |                        | Spectateurs : 1 398 Arbitrage : Ruddy Buquet | Spectateurs : 1 398 Arbitrage : Ruddy Buquet |

## Les joueurs
| Joueurs              | Joueurs                      | Amical | QCM 2010 | QCM 2010 | Amical | Amical | Amical  | QCM 2010 | QCM 2010 | QCM 2010 | QCM 2010 | Amical | Amical |
| -------------------- | ---------------------------- | ------ | -------- | -------- | ------ | ------ | ------- | -------- | -------- | -------- | -------- | ------ | ------ |
| Gardiens de but      |                              |        |          |          |        |        |         |          |          |          |          |        |        |
| Stijn Stijnen        | Club Bruges KV               | 90     | 90       | 90       | 90     | 90     | 90      |          |          |          |          |        |        |
| Silvio Proto         | Germinal Beerschot Antwerpen | r      |          |          |        |        | r       |          |          |          |          |        |        |
| Logan Bailly         | Borussia Mönchengladbach     |        | r        | r        |        |        |         |          |          | 90       | 90 52e   | r      | r      |
| Olivier Renard       | KV Malines                   |        |          |          | r      | r      |         |          |          |          |          |        |        |
| Brian Vandenbussche  | SC Heerenveen                |        |          |          | r      | r      |         |          |          |          |          |        |        |
| Jean-François Gillet | AS Bari                      |        |          |          |        |        |         | 90       | 90       | r        | r        | 90     | 90     |
| Davy Schollen        | RSC Anderlecht               |        |          |          |        |        |         | r        | r        |          |          |        |        |
| Défenseurs           |                              |        |          |          |        |        |         |          |          |          |          |        |        |
| Anthony Vanden Borre | Genoa CFC                    | 90     |          |          |        |        | 90      | 90       |          |          |          |        |        |
| Daniel Van Buyten    | Bayern Munich                | 90     |          |          |        |        | 90      | 90       | 90       | 90 25e   | 46e      | 90     | 90     |
| Timmy Simons         | PSV Eindhoven                | 90     | 90       | 90       | 90     | 90     | 46e     | 90       | 90 58e   |          |          |        |        |
| Thomas Vermaelen     | Ajax Amsterdam               | 45e    | 90       | 90       | 90     | 90 77e | 46e     | 90 9e    |          | 90       | 90       | 90     | 90     |
| Jan Vertonghen       | Ajax Amsterdam               | 87e    |          |          |        |        | 87e 42e | 29e      |          | 90       | 90       | 90     | 90     |
| Gill Swerts          | AZ Alkmaar                   | 45e    | 90       | 90 52e   | 90     | 90     |         |          | 90       | 90       | 76e      | r      |        |
| Filip Daems          | Borussia Mönchengladbach     |        | 79e      | r        | 46e    | r      |         |          |          |          |          |        |        |
| Sébastien Pocognoli  | AZ Alkmaar                   |        | 59e      | r        | 74e    | 69e    |         |          | r        |          |          |        |        |
| Vincent Kompany      | Manchester City              |        |          | 90       |        |        |         |          |          |          |          | 46e    |        |
| Toby Alderweireld    | Ajax Amsterdam               |        |          |          | 90     | 90 73e | 87e     | r        | r        | r        | 46e      |        |        |
| Ritchie De Laet      | Manchester United            |        |          |          | 46e    | 90     |         |          |          |          |          |        |        |
| Jelle Van Damme      | RSC Anderlecht               |        |          |          |        |        | 80e     |          |          |          |          |        |        |
| Olivier Deschacht    | RSC Anderlecht               |        |          |          |        |        | 80e     | 29e      | 90       |          |          | r      | 90     |
| Nicolas Lombaerts    | Zénith Saint-Pétersbourg     |        |          |          |        |        |         |          | r        | 90 56e   | 90       | 90     | r      |
| Landry Mulemo        | Standard de Liège            |        |          |          |        |        |         |          |          | r        | r        |        |        |
| Sepp De Roover       | FC Groningen                 |        |          |          |        |        |         |          |          |          |          | 90 72e | 90     |
| Milieux              |                              |        |          |          |        |        |         |          |          |          |          |        |        |
| Steven Defour        | Standard de Liège            | 59e    | 59e      |          |        |        | 90      | 90       | 90       |          |          |        |        |
| Axel Witsel          | Standard de Liège            | 77e    | r        | 61e      |        |        |         |          |          |          |          |        | 62e    |
| Mousa Dembélé        | AZ Alkmaar                   | 82e    | 90 77e   | 90       | r      | 82e    | 46e     | 90       | 90       | 90       | 90       |        |        |
| Guillaume Gillet     | RSC Anderlecht               | 77e    | r        | r        |        |        |         |          |          |          |          |        |        |
| Maarten Martens      | AZ Alkmaar                   | 46e    |          |          | 82e    | 90     |         | r        | 53e      |          |          |        |        |
| Jeroen Simaeys       | Club Bruges KV               | 87e    | r        | r        |        |        |         |          |          |          |          |        |        |
| Gaby Mudingayi       | Bologna FC 1909              |        | 90       | 90       |        |        |         |          |          | 78e      | 46e      |        |        |
| Marouane Fellaini    | Everton                      |        | 90 35e   | 90       |        |        | 46e     | 90 42e   |          | 90       |          | 87e    | 90 38e |
| Faris Haroun         | Germinal Beerschot Antwerpen |        |          |          | 90     | 90     |         |          |          |          |          |        |        |
| Geoffrey Mujangi Bia | R Charleroi SC               |        |          |          | 90+1e  | 62e    |         |          |          |          |          |        |        |
| Kevin Roelandts      | SV Zulte Waregem             |        |          |          | 90 ,   | 82e    |         |          |          |          |          |        |        |
| Joachim Mununga      | KV Malines                   |        |          |          | r      | r      |         |          |          |          |          |        |        |
| Ritchie Kitoko       | Albacete Balompié            |        |          |          | r      | r      |         |          |          |          |          |        |        |
| Radja Nainggolan     | Piacenza FC                  |        |          |          | 74e    | r      |         |          |          |          |          |        |        |
| Thomas Buffel        | KRC Genk                     |        |          |          |        |        |         |          |          | r        | 46e      | 87e    | r      |
| Karel Geraerts       | Club Bruges KV               |        |          |          |        |        |         |          |          |          |          | 46e    | 77e    |
| Mehdi Carcela        | Standard de Liège            |        |          |          |        |        |         |          |          |          |          |        | 62e    |
| Attaquants           |                              |        |          |          |        |        |         |          |          |          |          |        |        |
| Igor de Camargo      | Standard de Liège            | 90     | 46e      |          |        |        |         | 70e      | 90       |          |          |        |        |
| Kevin Mirallas       | AS Saint-Étienne             | 46e    |          | 90       |        |        | 68e     | 58e      | 71e      | 74e      | 90       | 75e    | 77e    |
| Tom De Sutter        | RSC Anderlecht               | 82e    | 79e      | r        |        |        | 90      |          | 53e      | 89e      | 76e      | 75e    | 78e    |
| Eden Hazard          | Lille OSC                    | 59e    | 46e      | r        |        |        | 68e     | 58e      | 71e      | 74e      | r        | 90     | 70e    |
| Wesley Sonck         | Club Bruges KV               |        | 90       | 90       |        |        | 46e     | 70e      | 80e 54e  |          |          | 75e    | 78e    |
| Jelle Vossen         | KRC Genk                     |        |          |          | 90+1e  | 69e    |         |          |          |          |          |        |        |
| Stein Huysegems      | KRC Genk                     |        |          |          | 82e    | 62e    |         |          |          |          |          |        |        |
| Émile Mpenza         | FC Sion                      |        |          |          |        |        | 46e     | r        |          | 89e 84e  | 90       |        |        |
| Roland Lamah         | Le Mans FC                   |        |          |          |        |        |         |          | 80e      | 78e      | 90       | 75e    | 70e    |

Un « r » indique un joueur qui était parmi les remplaçants mais qui n'est pas monté au jeu.
1. 1 2 3 4 5 6 7 8 9 10 11 12 13 14 15  Dernière sélection officielle pour le joueur.
2. 1 2 3 4 5 6 7 8 9 10 11 12  Première sélection officielle pour le joueur.
3. 1 2 3 4  Premier but officiel pour le joueur.

## Aspects socio-économiques

### Audiences télévisuelles
| Jour de diffusion | Match                         | Compétition    | Diffuseur francophone | Téléspectateurs | Diffuseur néerlandophone | Téléspectateurs |
| ----------------- | ----------------------------- | -------------- | --------------------- | --------------- | ------------------------ | --------------- |
| 11 février 2009   | Belgique - Slovénie           | Amical         | Club RTL              | n.c.            | Canvas                   | n.c.            |
| 28 mars 2009      | Belgique - Bosnie-Herzégovine | Coupe du monde | Club RTL              | n.c.            | Canvas                   | n.c.            |
| 1er avril 2009    | Bosnie-Herzégovine - Belgique | Coupe du monde | non diffusé           | non diffusé     | Canvas                   | 692 300         |
| 29 mai 2009       | Chili - Belgique              | Coupe Kirin    | non diffusé           | non diffusé     | non diffusé              | non diffusé     |
| 31 mai 2009       | Japon - Belgique              | Coupe Kirin    | non diffusé           | non diffusé     | non diffusé              | non diffusé     |
| 12 août 2009      | Tchéquie - Belgique           | Amical         | non diffusé           | non diffusé     | non diffusé              | non diffusé     |
| 5 septembre 2009  | Espagne - Belgique            | Coupe du monde | RTL TVI               | n.c.            | non diffusé              | non diffusé     |
| 9 septembre 2009  | Arménie - Belgique            | Coupe du monde | non diffusé           | non diffusé     | non diffusé              | non diffusé     |
| 10 octobre 2009   | Belgique - Turquie            | Coupe du monde | Club RTL              | 425 360         | Canvas                   | 819 410         |
| 14 octobre 2009   | Estonie - Belgique            | Coupe du monde | Club RTL              | n.c.            | VT4                      | n.c.            |
| 14 novembre 2009  | Belgique - Hongrie            | Amical         | Club RTL              | n.c.            | non diffusé              | non diffusé     |
| 17 novembre 2009  | Qatar - Belgique              | Amical         | non diffusé           | non diffusé     | non diffusé              | non diffusé     |

Sources : 
- CIM (via TVvisie)[stats 2],[stats 3].

## Sources

### Archives
1. ↑  (nl) « Concentra online archief », sur krantenarchief.concentra.be, Mediahuis.

### Statistiques
1. ↑  « CLASSEMENT MASCULIN », sur fifa.com, FIFA, 16 décembre 2009 (consulté le 13 juillet 2021)
2. ↑  (nl) « Kijkcijfers Vlaanderen », sur tvvisie.be, CIM
3. ↑  (nl) « Kijkcijfers Wallonië », sur tvvisie.be, CIM